# Phil Neumann
Phil Neumann (Recklinghausen, 1997. július 8. –) német labdarúgó, aki 2019 óta az Holstein Kiel hátvédje.

## Statisztika
2017. július 14. szerint.
| Klub          | Szezon   | Bajnokság | Bajnokság | Kupa  | Kupa | Nemzetközi | Nemzetközi | Összesen | Összesen |
| Klub          | Szezon   | Mérk.     | Gól       | Mérk. | Gól  | Mérk.      | Gól        | Mérk.    | Gól      |
| ------------- | -------- | --------- | --------- | ----- | ---- | ---------- | ---------- | -------- | -------- |
| Schalke 04 II | 2016–17  | 15        | 1         | -     | -    | -          | -          | 15       | 1        |
| Schalke 04 II | Összesen | 15        | 1         | 0     | 0    | 0          | 0          | 15       | 1        |
| Összesen      | Összesen | 15        | 1         | 0     | 0    | 0          | 0          | 15       | 1        |